# Ribes pachyadenium
Ribes pachyadenium är en ripsväxtart som först beskrevs av Hand.-mazz., och fick sitt nu gällande namn av Hand.-mazz.. Ribes pachyadenium ingår i släktet ripsar, och familjen ripsväxter. Inga underarter finns listade i Catalogue of Life.